# 吾离
吾离，姜姓，為春秋時代姜戎國領袖，驹支的祖父。

## 歷史
姜戎部落自稱為四嶽的後裔，與允姓之戎一樣，原居於瓜州。因為受到秦國勢力壓迫，在晉惠公時，吾離率部族南遷，建立姜戎國，居住在晉國南方，為晉國附庸。